# Plaça de Catalunya (Benissanet)
La Plaça de Catalunya és una plaça dins del nucli urbà de la població de Benissanet, en la confluència dels carrers del Calvari, Reus, Bonaire, de l'Ebre i l'avinguda de Sant Jordi. Es tracta d'una plaça de planta irregular més o menys triangular, i amb les cantonades arrodonides, allargassada en direcció als carrers principals de la població. Al centre de la plaça hi ha una bassa actualment sense aigua, que presenta al centre l'escultura de pedra d'un nen conegut amb el nom de Jaimito, damunt d'un basament arrodonit. El peix que l'acompanya presenta un brollador a la boca. Al voltant de la font, la zona es troba enjardinada.

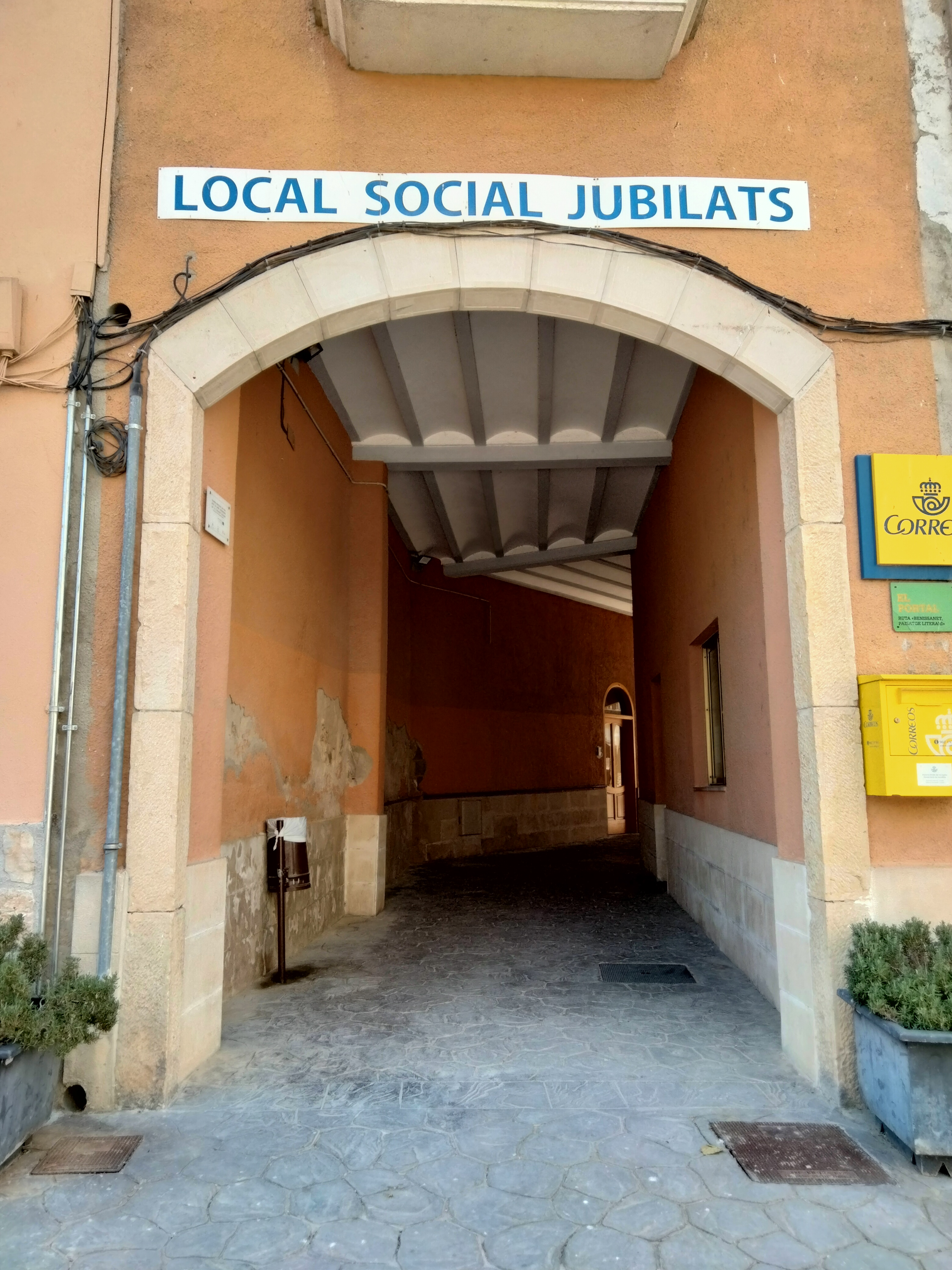
Portal d'entrada al nucli clos de la vila

Centra el lloc on era situada la porta d'entrada al nucli clos de Benissanet (actual portal del local social dels jubilats), que l'any 1553 tenia 81 focs i el 1718 tenia 344 habitants. Els protegia la torre de l'Almucaten, torre que els Entença de Móra incendiaren l'any 1291. Per aquesta porta sortiren els 332 moriscs expulsats l'any 1610. El marquès d'Almazán i el duc de Lerma exageraren tant els fets en contra dels moriscs que, després de la mort d'un morisc retornat, el sobirà, en comprovar la veritat, decretà definitivament acabada l'expulsió dels moriscos, així com tota denúncia contra els moriscs l'any 1615.